# Daseochaeta viridis
Daseochaeta viridis är en fjärilsart som beskrevs av John Henry Leech 1889. Daseochaeta viridis ingår i släktet Daseochaeta och familjen nattflyn. Inga underarter finns listade i Catalogue of Life.